# James Henry Fields
James Henry Fields (* 1. November 1948 in Los Angeles; † 15. November 1984 in Los Angeles) war ein US-amerikanischer Pianist.

## Leben
Fields studierte Klavier bei Ethel Leginska und Victor Aller und setzte später seine Ausbildung am Curtis Institute of Music bei Rudolf Serkin fort. Er galt als musikalisches „Wunderkind“ und debütierte bereits zehnjährig mit dem Los Angeles Philharmonic. 1965 gewann er den Debütantenpreis beim nationalen Wettbewerb der Young Musicians Foundation, 1971 war er Gewinner der Leventritt Competition. 
In den 1960er und 1970er Jahren gab er Konzerte u. a. mit dem Philadelphia Orchestra, dem Pittsburgh Symphony Orchestra, dem Boston Symphony Orchestra und dem Boston Pops Orchestra unter Arthur Fiedler. Mit seiner Frau, der Harfenistin Heidi Lehwalder, gab er im Duo zahlreiche Recitals. Er starb 1984 im Alter von 36 Jahren im Haus seiner Schwester in Los Angeles.